# Arañas en la cultura popular

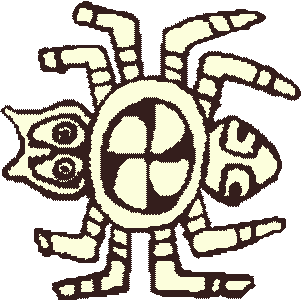
Imagen precolombina de una araña realizada en una concha en el yacimiento arqueológico Great Mound en Spiro, Oklahoma.

A lo largo de la historia, son muchas las muestras de las arañas en la cultura popular, ya sea en propios relatos históricos, mitológicos, simbólicos etc. Desde la mitología griega hasta el folclore africano, las arañas han sido utilizadas en la cultura humana para representar diversas cosas y de hecho su uso aún persiste en la actualidad con personajes como Ella-Laraña del libro El Señor de los Anillos (Shelob, según el original The Lord of the Rings) y Spider-Man (el hombre-araña), en la serie de cómics homónima. Las arañas se han utilizado para representar la paciencia, debido a sus técnicas de caza basadas en tejer redes y esperar a que caiga alguna presa, así como la maldad por su veneno y la muerte lenta que causa éste. El veneno de las arañas simboliza también una maldición.
A pesar de que no todas las arañas tejen telas geométricas (aunque todas son capaces de producir seda), se les atribuye en numerosas culturas ser el origen de actividades como la cestería, trabajo con nudos, tejido, hilado y fabricación de redes. Las arañas están también muy representadas en el folclore y la mitología. El hilado también es evidente en la etimología de los términos religión, yoga, tantra y Urðr (o Urd).

## Las arañas en el folclore y la mitología
Las arañas han tomado parte en fábulas mitológicas desde tiempos inmemoriales a lo largo de todo el mundo. Esta presencia en numerosas culturas está relacionada sin duda con la distribución cosmopolita de los arácnidos. De hecho, las arañas se pueden encontrar prácticamente en todos los ecosistemas terrestres y, gracias a esto han entrado en la consciencia del mundo.
En el Antiguo Egipto, las arañas estaban relacionadas con la diosa Neith en su faceta de hiladora y tejedora de destinos. Este nexo continuó posteriormente con la diosa babilónica Ishtar y la griega Atenea.

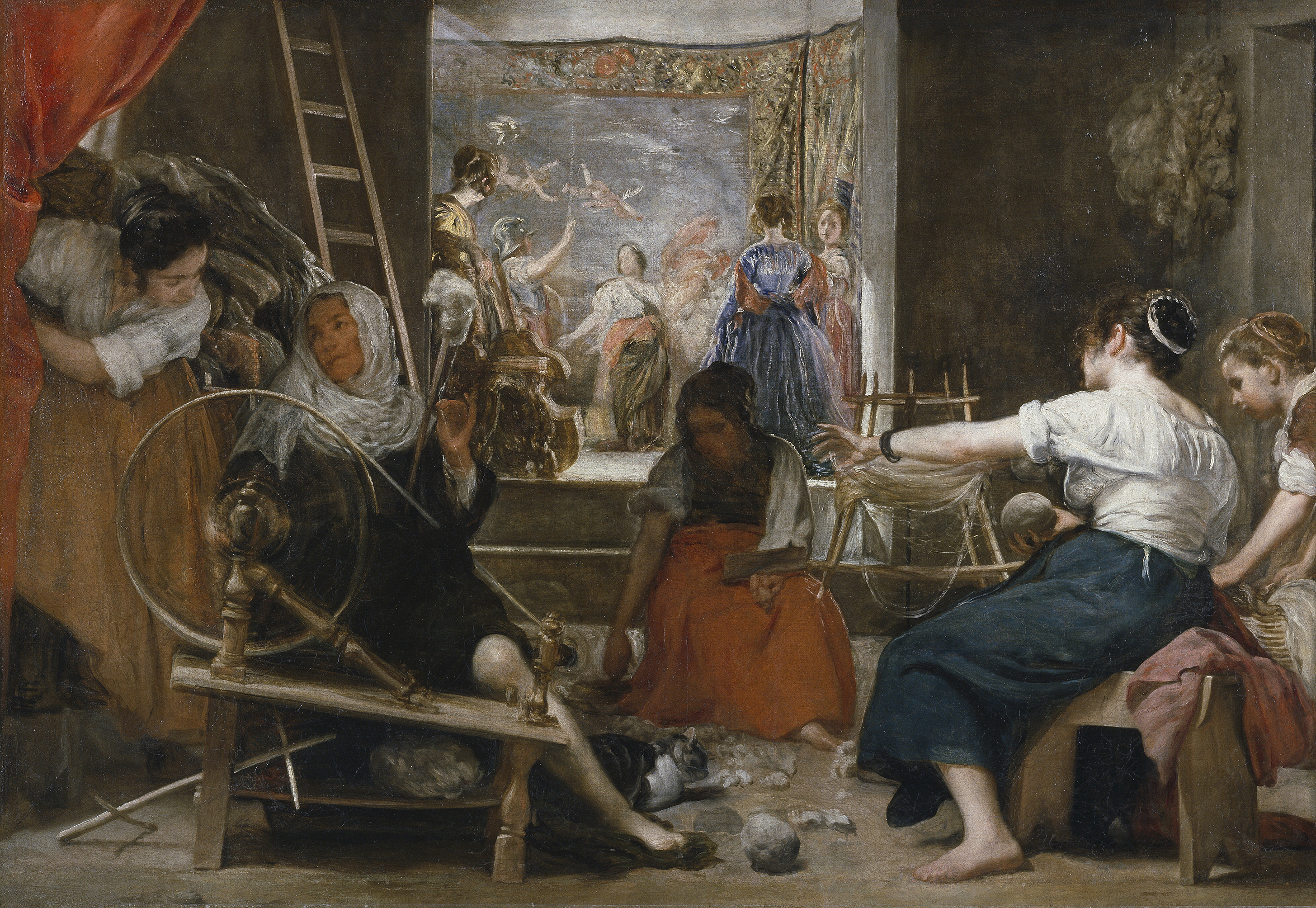
La fábula de Aracne: representación del mito por Velázquez.

La leyenda antigua más famosa de todas es la historia que cuenta la competición que llevaron a cabo la diosa griega Atenea y la princesa Aracne. Esta fábula se incorporó a la mitología griega mucho más tarde, cuando Ovidio escribió su famoso poema Las metamorfosis, entre el 2-8 AD. Aracne era la hija del famoso tintorero de Hypaia (Lidia), Idmón, famoso por su uso de la púrpura de Tiro. Debido a la profesión de su padre, Aracne se hizo famosa por sus habilidades en el arte del tejido y bordado. Con el tiempo, ella comenzó a considerarse la mejor tejedora, mejor incluso que la propia diosa Atenea. La diosa, conocida a lo largo de la mitología griega por su irascibilidad se disfrazó de anciana y fue a ver a Aracne, para comprobar lo lejos que llegaban las presunciones de la joven. Cuando vio sus tapices, la diosa dudó que fuesen de su mano a lo que Aracne respondió que su habilidad tejiendo era comparable a la de los dioses. Atenea quiso dar una última oportunidad de redimirse a Aracne y le advirtió que no enfadara a los dioses. Aracne se mofó de su consejo y continuó diciendo que le gustaría participar en una competición de tejido con la propia Atenea para poder probar sus habilidades. Atenea entonces se dio a conocer ante ella y aceptó el reto. La diosa tejió una escena que representaba su victoria sobre Poseidón, mientras que la joven mortal escogió para su tapiz una representación de los veintidós episodios de infidelidad de los Dioses del Olimpo, lo que enfureció a Atenea aún más.
A pesar de reconocer que la obra de Aracne era perfecta, Atenea se puso tan furiosa por la falta de respeto de la joven hacia los dioses que, en un momento de rabia, destruyó el tapiz de Aracne. Esta, llena de tristeza, trató de suicidarse poco después. Sintiendo pena de la joven, Atenea la transformó en araña antes de que pudiese matarse, pero asegurándose de que la araña conservase la habilidad de Aracne tejiendo; de esta forma explicaron el origen de las arañas en la antigüedad y, de hecho, "Arachne" significa "araña" en griego antiguo(αράχνη).
En el folclore africano, la araña está personificada por Anansi, el dios embustero y más tarde un personaje de la mitología africana. Otros nombres alternativos por los que se conoce son Kwaku Ananse en África oriental, traducido al inglés como la "tía Nancy" (o "hermana Nancy"), una variante que se encuentra específicamente en algunas de las islas de las Indias Orientales, Sudamérica y los Estados Unidos. En otras culturas, como los Lakota (indios americanos nativos), la araña está presente como el dios Iktomi, que se represena a veces con la forma del animal. En la mitología de los pueblos nativos americanos, la araña se encuentra de nuevo en la leyenda del nacimiento de la constelación Osa Mayor. Según esta leyenda, siete hombres se transformaron en estrellas y subieron al paraíso trepando por una tela de araña desenrollada. Era habitual también la representación de las arañas en sus manifestaciones artísticas, como las de los nativos de Perú. Una de las más conocidas Líneas de Nasca es precisamente una araña de enormes proporciones Ver más adelante.

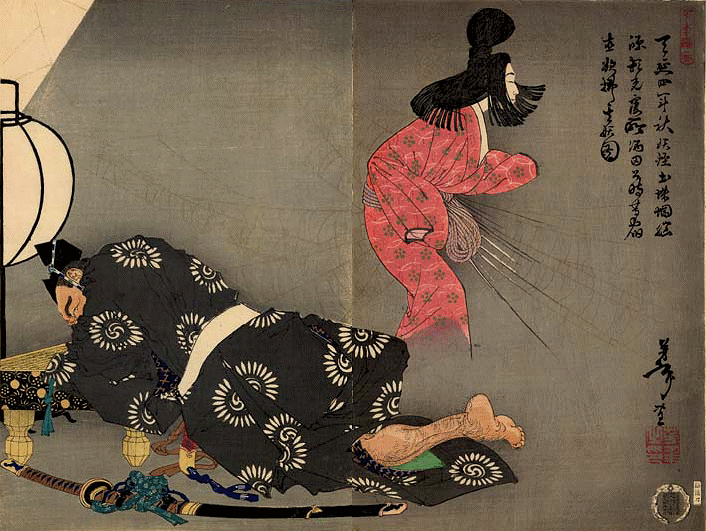
Una mujer Tsuchigumo (arriba a la derecha), representada en un grabado en madera de 1887 por Yoshitoshi.

Los Tsuchigumo (traducido como "las arañas de la Tierra") de Japón, fueron tanto un grupo étnico mitológico que se creía vivía en los Alpes japoneses, como una criatura mítica sobrenatural, encarnada por el personaje Minamoto no Raiko, aunque este nombre ha sido usado ampliamente también por bandidos y ladrones.
Se creía que los Tsuchigumo vivían en cavernas situadas debajo de las montañas, y los Tsuchigumo en la leyenda de Minamoto no Raiko eran capaces de adoptar la cara de un chico o una mujer dependiendo de la versión de la historia. Minamoto fue atraído a una casa mientras buscaba un objeto mítico, una calavera gigante, cuando un Tsuchigumo disfrazado de joven intenta hechizarlo. Minamoto se logra librar al golpear al Tsuchigumo con la espada al darse cuenta de la jugada. Minamoto descubre que está cubierto de tela de araña, y después de rastrear al joven, descubre que en realidad él es una araña gigante, o Tsuchigumo.
En épocas menos remotas, en la famosa leyenda del rey Roberto I de Escocia la araña aparece como símbolo de esperanza. Los historiadores no están convencidos de la veracidad de la leyenda y creen que la leyenda es apócrifa, pero en ella Bruce (el rey Roberto I), mientras luchaba contra los ingleses, se vio obligado a refugiarse en una cueva después de una serie de fracasos militares. Mientras estaba escondido en la cueva, vio una araña. La araña trataba de trepar por su hilo pero no lo lograba hasta que, después de varios intentos, lo consiguió. Considerando esto un símbolo de esperanza y perseveranza, Bruce dejó de esconderse. Finalmente Bruce ganó la independencia de Escocia y muchos autores citan la Isla de Rathlin como el lugar en el que se fraguó la leyenda.
En el mundo ficticio de Collen Mundo de los Reinos de las Estaciones, la Gran Araña es una de las 7 Infamias del Abismo en la Balata de los Portentos, y es la encargada de robar el origen de la luz y de las gemas al tejer telarañas en el submundo, su enemigo primordial en el relato es el unicornio de la luz de los cristales y el basilisco de piedra, es una de las siete infamias que fueron liberadas por el Señor Oscuro, Padre de Todos los vampiros y licántropos; en el relato La Llamada a las Infamias, es una de las dos infamias que no son engañadas por el gran germinador, siendo la otra el Kraken, y estas dos se quedan en lo profundo del mundo dormitando, y después de haber dejado descendencia. Lo único descrito sobre su apariencia es que es una araña de un tamaño colosal.
La notoriedad de las arañas ha llegado tan lejos que incluso han sido comparadas con los vampiros, ambos siendo capaces de atraer y atrapar a sus presas antes de dejarlos sin vida. Como los arácnidos, se cree que los vampiros también pueden escalar paredes y rocas, y poseen colmillos parecidos a los de aquellos.

## Las arañas en la literatura
Las arañas han formado parte desde hace muchos siglos en poemas épicos, como Las metamorfosis de Ovidio, escrito aproximadamente hace dos milenios. En la literatura reciente han formado parte del mundo literario del escritor británico J. R. R. Tolkien, que cuando comenzaba a andar, fue picado por una tarántula en el jardín de su casa en Bloemfontein (Sudáfrica), un evento que algunos aseguran tiene paralelos en sus historias, a pesar de que Tolkien admitió no tener ningún recuerdo del accidente ni miedo a las arañas de adulto. Sin una identidad marcada, Tolkien ya utiliza las arañas en la novela El hobbit. En ella, unas arañas gigantes infestan un gran bosque llamado el Bosque Negro y atacan a los principales personajes de la historia, capturando a varios de ellos. En la novela El Señor de los Anillos, Ella-Laraña es uno de los antagonistas; para posteriormente en su obra póstuma El Silmarillion dar a conocer el origen del linaje de las arañas gigantes con Ungoliant como la primera de estas criaturas.
Otros autores también han utilizado posteriormente las arañas como personajes, como en la novela para niños Charlotte's Web (La telaraña de Carlota, 1952), de E. B. White y el libro Harry Potter y la Cámara de los Secretos, de J. K. Rowling, en el que aparece la araña Aragog. En la novela de terror de Stephen King, It, el personaje principal (un monstruo alienígena que cambia de forma llamado Pennywise), se transforma en una gigantesca araña casi al final del libro.

### Las arañas en el mundo del cómic y el manga
En las novelas gráficas las arañas juegan frecuentemente el papel de símbolos o alter ego de superhéroes o villanos debido a sus fortalezas y debilidades. Uno de los personajes de cómic más notables, que ha tomado su nombre e identidad de las arañas es sin duda el superhéroe Spider-Man. Después de sufrir accidentalmente la picadura de una araña radiactiva, Peter Parker (nombre real del personaje) gana la habilidad para trepar por muros y techos, así como un sentido especial (su famoso "sentido arácnido") que, a modo de sexto sentido, le avisa de peligros inminentes, y unos reflejos instantáneos. Durante la saga, sus creadores, Stan Lee y el dibujante Steve Ditko, introdujeron otros personajes basados en arañas, como Spider-woman (la mujer araña), Spider-Girl, Scarlet Spider (la araña escarlata), Venom, Araña, y la Tarántula.
Otras sagas cuentan también con personajes inspirados en arañas, como Aracne ( tarantura no arakune) es un personaje de Saint Seiya, Aracne es un Caballero de Plata que aparece sólo en el animé, también Black spider (la araña negra), del universo de Batman, o en manga y animé, como los personajes de la saga Pokémon Spinarak y Ariados; o en digimon Dokugumon y Arukenimon o la serie Naruto, en la que el personaje Kidomaru es un ninja inspirado en arañas.

## Las arañas en el cine y la televisión
Tanto en cine como en televisión, las arañas han estado presentes desde hace muchas décadas, especialmente en películas de terror, que se han servido de ellas para causar miedo entre el público, sobre todo entre los que tienen aracnofobia (pánico a las arañas). Entre las películas que se han aprovechado del rechazo general hacia las arañas están Tarántula (1955), realizada aprovechando la ola de miedo hacia la radiación que tenían los estadounidenses; El reino de las arañas ("Kingdom of the Spiders"), película de 1977 protagonizada por William Shatner, cuenta un mundo en el que las arañas atacan a los humanos después de que sus presas naturales hayan sido exterminadas por pesticidas; Aracnofobia (1990), en la que las arañas se multiplican y aterrorizan a un grupo de personas; y más recientemente Arac attack ("Eight legged freaks", 2002) en la que un grupo de arañas mutan con residuos radiactivos y atacan a una población cercana.
Además de estas películas, también destacan las adaptaciones de algunos de los libros citados anteriormente, como El Señor de los Anillos, Harry Potter y la cámara secreta, (una especie de araña ficticia llamada acromántula), La telaraña de Carlota (Charlotte's web) o la trilogía de Spider-Man.

## La araña de las líneas de Nazca
En los famosos geoglifos de Nazca aparece una araña de la familia Ricinulei. Llama la atención que las especies de esta familia no se encuentran sino 1500 más al norte, en el Amazonas, en zonas prácticamente inaccesibles.

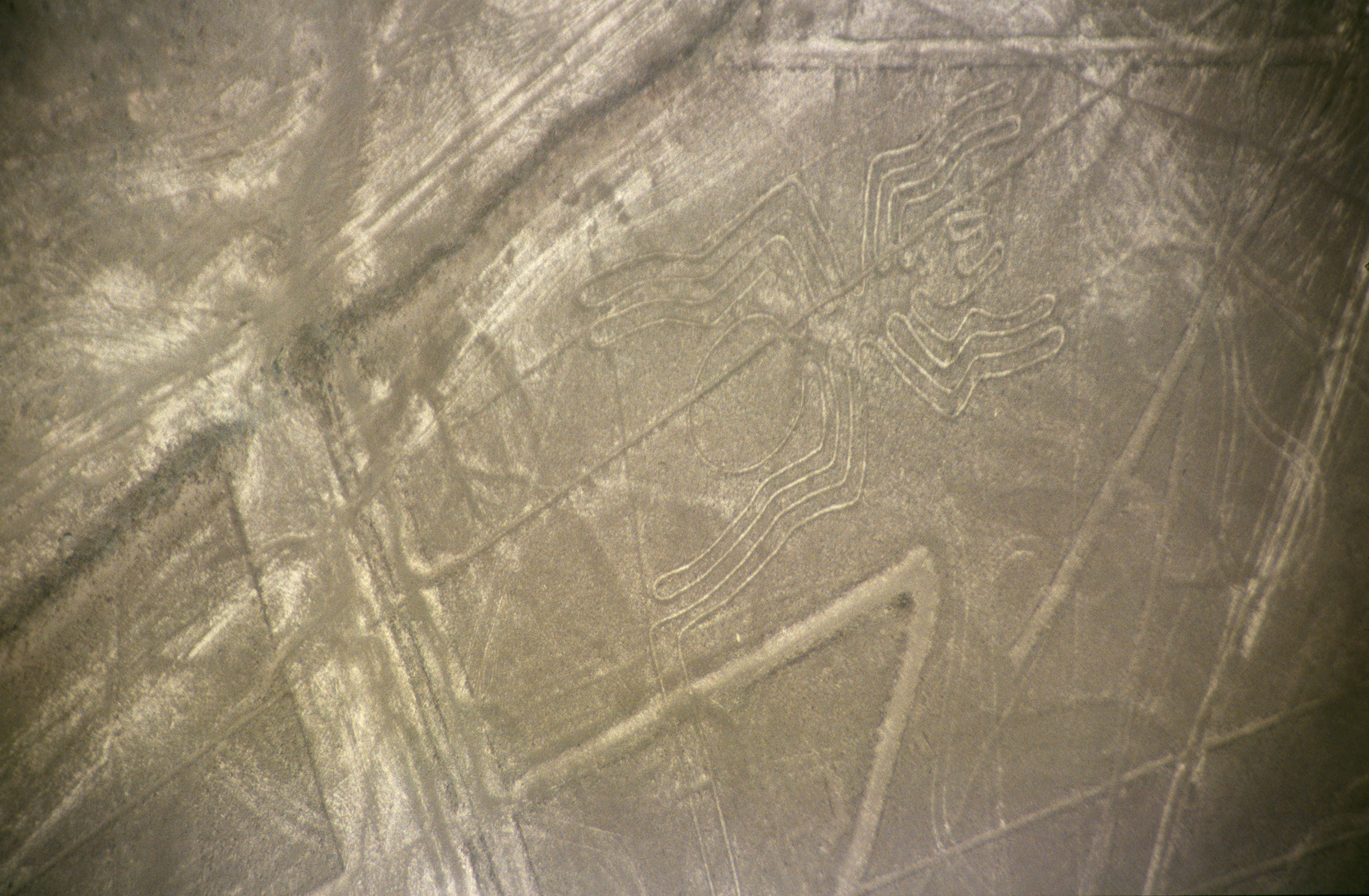

## Otras representaciones
Mientras las arañas se adentran más y más en la cultura humana surgen muchas más representaciones: desde apodos (el esquiador olímpico Vladimir Sabich se hacía llamar "La araña"), a nombres de equipos deportivos (Cleveland spiders, San Francisco spiders), pasando por danzas como la tarantela, oruinda de la provincia italiana de Tarento, supuestamente inspirada en la araña Lycosa tarantula, y la más actual Lucha de arañas, presente en Filipinas y Japón.Gracias a su extensa distribución y sorprendentes habilidades, así como el miedo que nos inspiran, las arañas han ocupado y seguirán ocupando un lugar en las culturas humanas.
El arquero Lev Yashin defendió la portería de la selección de fútbol de la desaparecida Unión Soviética en el Mundial de Fútbol realizado en Chile en 1962. Se le conocía como "La araña negra", tanto porque en la época la mayoría de los arqueros usaban uniforme negro, además de llevar el número 1 en sus buzos, como porque hacía gala de una enorme habilidad para llegar a casi cualquier lugar de la portería para atrapar los balones disparados por los contrarios. En ese mundial recibió cuatro goles (uno de ellos olímpico, anotado por el delantero Marcos Coll) en el partido que la Unión Soviética empató con la Selección Colombia (marcador final: 4-4).